# Мони (Илиноис)
Мони (енгл. Monee) град је у америчкој савезној држави Илиноис.

## Демографија
По попису из 2010. године број становника је 5.148, што је 2.224 (76,1%) становника више него 2000. године.
| Група             | 2000.         | 2010.         |
| Белци             | 2.684 (91,8%) | 3.735 (72,6%) |
| Афроамериканци    | 62 (2,1%)     | 747 (14,5%)   |
| Азијати           | 13 (0,4%)     | 119 (2,3%)    |
| Хиспаноамериканци | 118 (4,0%)    | 464 (9,0%)    |
| Укупно            | 2.924         | 5.148         |